# Palauã
Palauã (Palawan) é um província de  primeira classe de renda da província (d) na região Mimaropa (Região IV-B), nas Filipinas. De acordo com o censo de 1 de maio  de  2020 possui uma população de 939 594 pessoas e 194 061 domicílios.  A sua capital é Porto Princesa.

## Subdivisões
Municípios
- Aborlan
- Agutaya
- Araceli
- Balabac
- Bataraza
- Ponto de Brooke
- Busuanga
- Cagayancillo
- Coron
- Culion
- Cuyo
- Dumaran
- El Nido
- Kalayaan
- Linapacan
- Magsaysay
- Narra
- Quezon
- Rizal
- Roxas
- São Vicente
- Sofrônio Espanhola
- Taytay

Cidade
- Porto Princesa (Independente administrativamente da província mas agrupada sob Palauã pela Autoridade Filipina de Estatísticas.)